# Aviso (Musik)
Unter dem Aviso versteht man in der Musik die Auftaktbewegung einer musikalischen Leitungsperson, mit der sie den Spielbeginn einer Gruppe von Musizierenden auslöst. Das Aviso besteht aus einem einzelnen Taktschlag, der als auslösende Bewegung in Verbindung mit einem anregenden Atemzug ausgeführt wird. Das Aviso gibt so das gewünschte Tempo eines Musikstücks an. Es kann zu diesem Zweck mit einer vorangehenden Bewegung kombiniert werden – dem Vor-Aviso. Zusätzlich enthält das Aviso auch die Dynamik des Stückbeginns und dessen Klangcharakter.
Verbreitet ist diese Art des Einsatzes – als stilles Einzählen und Auslösen der Musik – vor allem in der klassischen Musik, während in der modernen Musik (z. B. Jazz) auch andere Möglichkeiten verwendet werden, etwa das Einzählen, d. h. das Vorauszählen von einer bestimmten Anzahl von Taktschlägen.